# Jean-Marie Beyssade
Jean-Marie Beyssade, né le 1er mai 1936 à Alger et mort le  1er octobre 2016 à Saint-Malo, est un philosophe français, spécialiste de philosophie moderne, en particulier de Descartes et de Spinoza, et un professeur d'université.

## Biographie
Jean-Marie Beyssade est normalien (1953), agrégé de philosophie (1957) et docteur d'État en philosophie (1972). Il a rédigé une thèse d'État sur la philosophie de Descartes publiée par Flammarion en 1979.
Il commence sa carrière au début des années 1960, d'abord comme assistant de Michel Foucault à Clermont-Ferrand, puis de Ferdinand Alquié à la Sorbonne, où il a pour collègue son épouse, Michelle Beyssade (d), avec qui il rédige plusieurs travaux, notamment l'édition des Méditations métaphysiques et de la Correspondance avec Élisabeth de Descartes. Il est successivement professeur à Rennes 1, Paris-Nanterre (Paris X) et Paris-Sorbonne (Paris IV). Il est directeur du Centre d'études cartésiennes (d) de la Sorbonne jusqu'à sa retraite en 1996.
Il a dirigé de nombreuses thèses, notamment celles de Jean-Christophe Goddard (1987), Monique David-Ménard (1990), Ramatoulaye Diagne Mbengué (1991), Charles Ramond (1992), Paul Audi (1993), Chantal Jaquet (1994) et Denis Moreau (1996), et a été membre du jury de thèse de Denis Kambouchner (1990), avec qui il dirige à partir des années 2000 la nouvelle édition des Œuvres complètes de Descartes chez Gallimard.

## Publications

### Livres
- Jean-Marie Beyssade, Études sur Spinoza, Rennes, Presses universitaires de Rennes, 2023.
- Jean-Marie Beyssade, Études sur Descartes. L'histoire d'un esprit, Paris, Le Seuil, coll. « Points », 2001.
- Jean-Marie Beyssade, Descartes au fil de l'ordre, Paris, PUF, coll. « Épiméthée », 2001.
- Jean-Marie Beyssade et Jean-Luc Marion (dir.), Descartes. Objecter et répondre, Paris, PUF, 1994.
- René Descartes, L'entretien avec  Burman, édition, traduction et annotation par Jean-Marie Beyssade, suivi d'une étude sur « RSP, ou, Le monogramme de Descartes », Paris, PUF, coll. « Épiméthée », 1981.
- Jean-Marie Beyssade, La Philosophie première de Descartes, Paris, Flammarion, 1979 ; réimpression 2017.
- René Descartes, Discours de la méthode, commentaires et notes par Jean-Marie Beyssade, Paris, Le Livre de poche, 1973.

### Articles
- Jean-Marie Beyssade, « Les "Descartes" de Geneviève Rodis-Lewis et la pensée du développement », Revue philosophique de la France et de l'étranger, no 3, 2007, p. 289-306.
- Jean-Marie Beyssade, « Jean-Jacques Rousseau », in Monique Canto-Sperber (dir.), Dictionnaire d'éthique et de philosophie morale, Paris, PUF, 2001.
- Jean-Marie Beyssade, « Sur le début de la Méditation troisième. De la certitude au doute », Laval théologique et philosophique, 1997, p. 575-585.
- Jean-Marie Beyssade, « La théorie cartésienne de la substance. Équivocité ou analogie ? », Revue internationale de philosophie, no 1, 1996, p. 51-72.
- Jean-Marie Beyssade, « Méditer, objecter et répondre », in Jean-Marie Beyssade et Jean-Luc Marion (dir.), Descartes. Objecter et répondre, Paris, PUF, 1994, p. 21-38.
- Jean-Marie Beyssade, « Sur le mode infini médiat dans l’attribut de la pensée. Du problème (lettre 64) à une solution (Éthique V 36) », Revue philosophique de la France et de l'étranger, no 1, 1994, p. 23-26.
- Jean-Marie Beyssade, « La mort de Descartes selon Baillet. Du récit édifiant à ses composantes philosophiques », Revue des sciences philosophiques et théologiques, no 1, 1992, p. 14-27.
- Jean-Marie Beyssade, « De l'émotion intérieure chez Descartes à l'affect actif spinoziste », in Edwin Curley et Pierre-François Moreau (dir.), Spinoza: Issues and Directions, Leiden, Brill, 1990, p. 176-190.
- Jean-Marie Beyssade et Michelle Beyssade, « Des Méditations métaphysiques aux Méditations de philosophie première. Pourquoi retraduire Descartes ? », Revue de métaphysique et de morale, no 1, 1989, p. 23-36.
- Jean-Marie Beyssade, « Pour revisiter le Traité des passions », Revue philosophique de la France et de l'étranger, no 4, 1988, p. 403-405.
- Jean-Marie Beyssade, « Certitude et fondement. L'évidence de la raison et la véracité divine dans la métaphysique du Discours de la méthode », in Nicolas Grimaldi et Jean-Luc Marion (dir.), Le Discours et sa méthode, Paris, PUF, coll. « Épiméthée », 1987, p. 341-364.
- Jean-Marie Beyssade, « L’expérience du rêve et l’extériorité (de Descartes à Berkeley) », Revue philosophique de la France et de l'étranger, no 3, 1986, p. 339-353.
- Jean-Marie Beyssade, « Réflexe ou admiration. Sur les mécanismes sensori-moteurs selon Descartes », in Jean-Luc Marion (dir.), La passion de la raison. Hommage à Ferdinand Alquié, Paris, PUF, coll. « Épiméthée », 1983, p. 113-130.
- Jean-Marie Beyssade, « La classification cartésienne des passions », Revue internationale de philosophie, no 3, 1983, p. 278-287.
- Jean-Marie Beyssade, « Du contrat social en général », Revue philosophique de la France et de l'étranger, no 3, 1978, p. 273-285.
- Jean-Marie Beyssade, « L'analyse du morceau de cire. Contribution à la doctrine des degrés du sens dans la seconde Méditation », in Hans Wagner (éd.), Sinnlichkeit und Verstand in der deutschen und französischen Philosophie von Descartes bis Hegel, Bonn, Bouvier, 1976, p. 9-25.
- Jean-Marie Beyssade, « "Mais quoi, ce sont des fous" : sur un passage controversé de la Première Méditation », Revue de métaphysique et de morale, no 3, 1973.
- Jean-Marie Beyssade, « Descartes », in François Châtelet (dir.), Histoire de la philosophie, Paris, Hachette, 1972, t. 3, p. 89-126.